# 拉布拉多区旗
拉布拉多区旗是一面非官方的旗帜，用于代表拉布拉多，因为拉布拉多从历史渊源和文化习俗都迥异于隔海相望的纽芬兰地区。旗帜由当时拉布拉多立法机构的代表迈克尔·S·马丁设计，此后旗帜的设计也对2005年面世的努纳齐亚武特区旗产生了深远的影响。